# Джинли-кала
Джинли-кала (азерб. Cinli qala) — крепость, расположенная близ селения Илису в Гахском районе Азербайджана. Построена, по одним данным — в VII—IX веках, по другим — предположительно в XVIII веке, во времена беспрерывных нашествий[кого?] и внутренних столкновений[кем?]. Возможно также, что крепость использовалась и в начале XIX века, в ходе стычек между русским и горским населением. Согласно распоряжению Кабинета Министров Азербайджанской Республики об исторических и культурных памятниках, является памятником архитектуры местного значения.

## Расположение крепости
Крепость представляет собой оборонительное сооружение типа горных крепостей. Она расположена на левом берегу реки Курмухчай по дороге Гах — Илису, справа от шоссе, ведущей в Илису, в 5 километрах от селения, на вершине скалы. Близ крепости расположено ущелье, известное в народе как «Крепостное ущелье» (азерб. Qala dərəsi).
Место для строительства крепости было выбрано с учётом наилучшей защищенности и возможности контролировать значительную территорию — от села Кахбаш до моста Улу-кёрпю. Построена крепость на вершине одного из отрогов хребта, вытянутого вдоль реки Курмухчай. Защищают сооружение природные преграды: река, обрыв и труднодоступные склоны. По площади территория крепости небольшая и ограничена с трёх сторон крутыми склонами. Наибольшую крутизну имеет северная сторона, что делает крепость труднодоступной при нападении.

## Архитектура крепости
В плане крепость представляет собой сильно вытянутый неправильный прямоугольник по протяжённой оси восток-запад и размерами 12 на 60 метров, что обусловлено рельефом территории. Объёмно-пространственная композиция крепости, основанная на чередовании башен и прясел по всему её периметру, обусловлена природно-топографическими условиями и требованиями обороны.
На оборонительных стенах крепости расположены сужающиеся кверху 13 башен. Стены и башни южного фасада кроме небольшого участка имеют большой уклон внутрь крепости. Этот наклон сделан для того, чтобы сбрасываемые сверху камни рикошетили от стены и поражали осаждающих. Данный приём компенсировал недостаток стратегических возможностей наиболее уязвимого участка крепости. С наружной стороны высота стен крепости в некоторых участках превышает 7 метров. Толщина же по всему периметру колеблется в пределах 60-120 сантиметров, что обусловлено стратегическими возможностями местности: чем выше участок, тем тоньше строились стены.

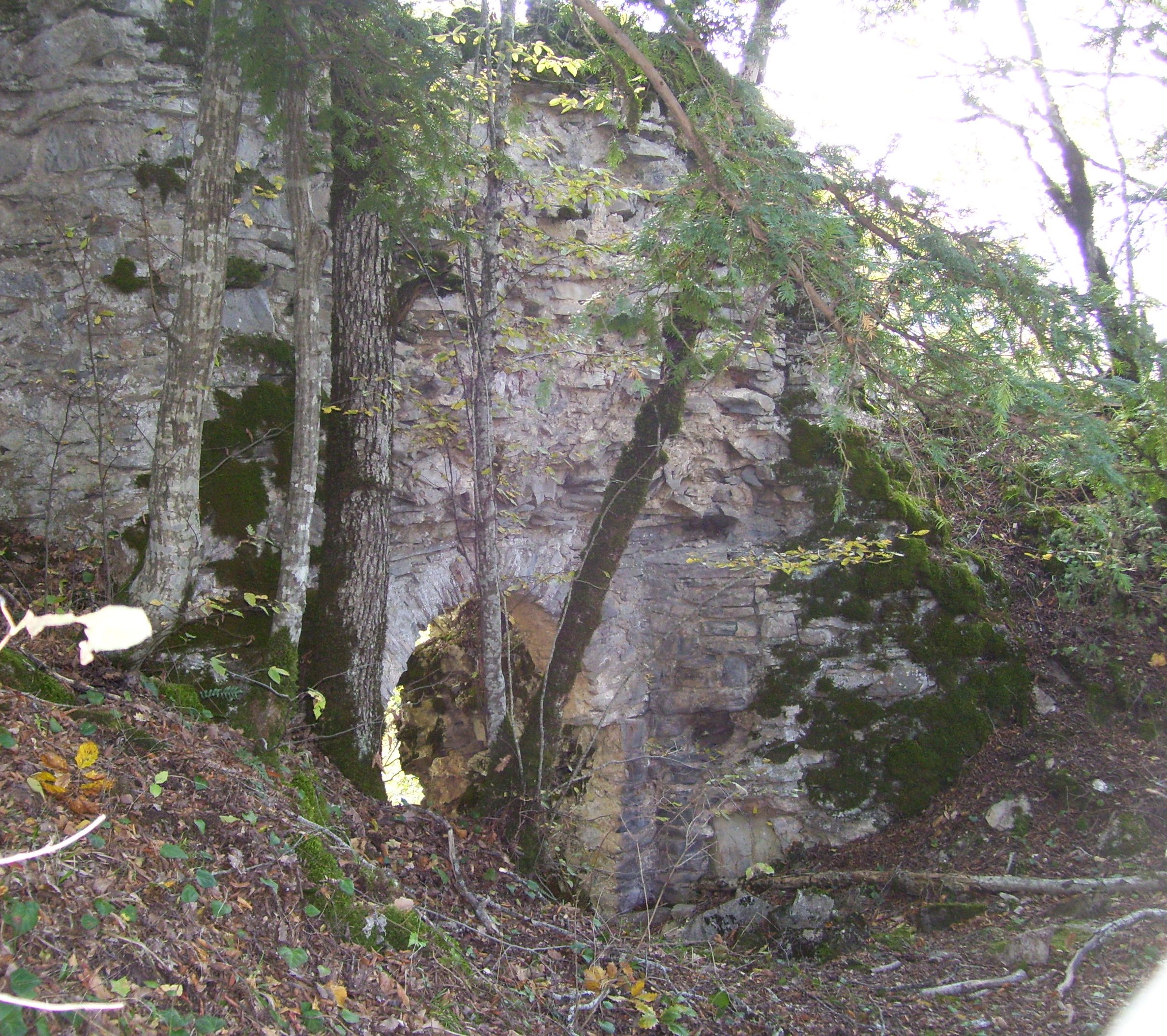
Главные ворота крепости

На самой высокой точке территории крепости, на вершине скалы расположена главная четырёхугольная башня высотой около 10 метров, на северной и южной стенах которой имеются потайные проёмы для наблюдения. На втором ярусе башни, служившей и жильём и дозорно-сторожевым пунктом, расположен оконный проем.
Внутри крепостных стен имеются остатки различных строений, в кладке которых присутствует квадратный обожженный кирпич. Своеобразный архитектурный облик крепости определён местным камнем различного размера, который был использован в качестве строительного материала. У северной стены имеются остатки овальный и различных по объёму помещений с оштукатуренными изнутри стенами. Эти помещения углублены в землю и в своё время служили бассейном для питьевой воды, погребом для хранения зерна и прочих продуктов. Главные ворота крепости расположены на южной стене. Их ширина равна 1,95 метра. Фланкирующие же главный вход высокие монолитные и утоняющиеся кверху башни сооружены на скалах. В случае надвигавшейся опасности на одном из этих башен зажигали костер, оповещая владетелей посредством световых и дымовых сигналов.
Профиль территории крепости сложный. В наиболее узком месте плана между противостоящими башнями имеется след стены, разделявшей территорию на две части. На северной стене в этом месте расположен узкий дверной проём, представляющий собой потайной выход, который, как главные ворота, закрывался массивной ставней и запирался брусьями, которые выдвигались в толщу стен.